# Melanophila cuspidata
Melanophila cuspidata é uma espécie de insetos coleópteros polífagos pertencente à família Buprestidae.
A autoridade científica da espécie é Klug, tendo sido descrita no ano de 1829.
Trata-se de uma espécie presente no território português.